# 魏瀚

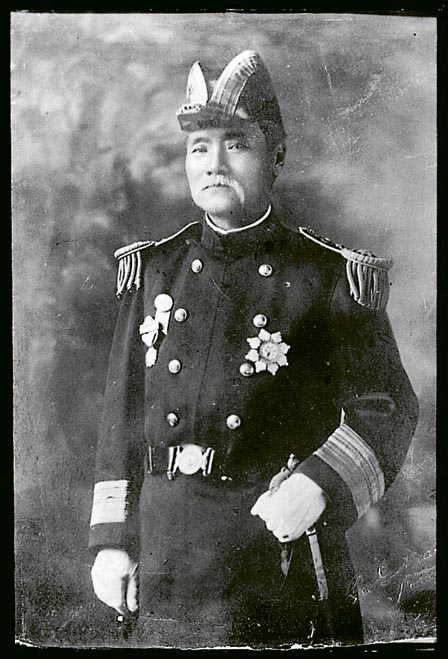

魏瀚（1850年—1929年）字季潜，福建闽侯人，中国近代船舶工程师。

## 生平
魏瀚的先祖是明朝四川左布政使魏体明，祖父魏耕礼是邑庠生，后诰封光禄大夫，而他的父亲魏大韶曾于同治元年考中举人，后亦诰封光禄大夫，因此他自幼便接受了良好的儒学教育。1866年，魏瀚考入福州船政学堂前学堂第一期念书，学习造船。1871年毕业后，被分配到福州船政船厂工作。1875年，福州船政总监日意格返回法国采购机器设备，魏瀚等3人随其公费前往欧洲考察，并于1877年进入法国瑟堡海军工程学院读书，因学习成绩非常优异被李凤苞评为“果敢精进”。因魏瀚的法语基础很好，他还兼修了法律并被被法国皇家律师公会聘任为助理员，还了获得法学博士学位。留学期间，魏瀚还曾前往法国马赛、比利时和德国等地的兵工厂参观考察。1879年12月留学回国后，魏瀚受任福州船政工程处总司造船（相当于总工程师）。
1880年12月，魏瀚奉派赴德国监造定远舰。1882年归国后，又参与建造了“开济”号（中国首艘国产铁胁双重木壳撞击巡洋舰），后又主持设计建造中国首艘国产全钢甲军舰“龙威”（即“平遠”号钢甲巡洋舰，为19世纪中国造船工业的巅峰之作）。在福州船政工作期间，魏翰主持或参建了“开济”、“横海”、“镜清”、“寰泰”、“广甲”、“广乙”（中国首艘国产钢甲鱼雷巡洋舰）、“广丙”、“广庚”、“龙威”、“福靖”、“通济”、“福安”等12艘舰船，为中国造船工业的发展做出了巨大贡献。1898年，魏瀚调离福建船政。此后，魏瀚获湖广总督张之洞聘任，负责外交、铁路、翻译、制造等方面工作，主持了许州临颍段铁路的修筑工程。1903年6月2日，魏瀚奉上谕主持福建船政。后因在办铜元局的问题上和船政大臣崇善意见矛盾，乃遭到革职。1904年6月，被调往广东工作，主管广东水雷局、鱼雷局和黄埔船局，兼任黄埔水师学堂总办、黄埔水师鱼雷学堂总办和黄埔水师兼办工业学堂总办等诸多职务，后又被调任广九铁路总理。1910年，海军部成立，魏瀚获任命为造舰总监，但未就任。
中华民国成立后，任福州船政局局长，授中华民国海军中将军衔。1915年，中国派出首批公费飞机、潜艇专业留学生，魏瀚任总监率这批学生留学美国。1929年，魏瀚在河南六河沟的家中逝世，享年80岁。萨镇冰、杜锡珪、陈绍宽等24人联名为魏瀚写下了生平纪略。

## 部分後人
魏瀚子嗣諸多，其中：長子魏子京為外交官，娶羅豐祿三女羅叔白; 次子魏子肫曾在開灤煤礦任職, 其女魏文齡嫁於梁啓超長女梁思順（令嫺）之子、著名骨科醫師周同軾。三子或名魏子良，或為外交官。四子魏子龍亦在礦業任職，其子魏佑海於清華大學航空工程系畢業，曾任深圳大學校長。
一女魏媖嫁羅丰祿長子羅忠諴，一女魏淑姞嫁羅豐祿次子、外交官羅忠詒; 另有一女嫁於杭州太守林迪臣之子、外交官林桐實（字敦民，1881-?）。